# Криолитология
Криолитоло́гия — наука, изучающая геологические процессы и их литологический и геоморфологический эффект в связи с промерзанием и протаиванием горных пород, то есть с льдообразованием или исчезновением льда в земной коре.
Может рассматриваться как раздел мерзлотоведения (геокриология) или отдельное направление в географии. Это пограничная научная дисциплина, развивающаяся на стыке литологии, геокриологии, гляциологии и четвертичной геологии.

## Описание
Криолитология разрабатывает собственные методы, изучает состав, строение, криотекстуру, свойства мерзлых горных пород. Основным предметом изучения являются подземные льды (пластовые, повторно-жильные, текстурообразующие) во всем их многообразии, вопросы, связанные с их возникновением и исчезновением. 
Особое место занимает изучение «ледового комплекса», вопросы формирования лёссовидных суглинков и пр. 
Важнейшей задачей криолитологии считается создание теории формирования осадочных горных пород в криолитозоне — теорию криолитогенеза. 
Термин криолитология был введен в литературу Е. М. Катасоновым и П. А. Шумским в 1955 г. Общепризнанным основоположником этого научного направления стал А. И. Попов. Специалистов-криолитологов готовят на кафедре криолитологии и гляциологии географического ф-та МГУ.